# Élections législatives de 1919 dans le Cher
Les élections législatives françaises de 1919 dans le Cher se déroulent le 16 novembre 1919. 
Dans le département du Cher, cinq députés sont à élire.

## Mode de scrutin
L’adoption, en juillet 1919, d'un nouveau système électoral (loi du 12 juillet 1919) mixte, alliant scrutin proportionnel plurinominal et scrutin majoritaire plurinominal à un tour dans le cadre du département, amène à l'abandon du scrutin uninominal majoritaire à deux tours par arrondissement, en vigueur depuis 1889. 
Il a été demandé à l'électeur de voter pour un candidat membre d'une liste. 
Il y a ensuite trois moyens d'être élu. 
D'une part, les candidats ayant rassemblé une majorité absolue de suffrages exprimés sur leur nom sont élus. 
Les sièges non pourvus ainsi ont ainsi été répartis à la représentation proportionnelle, au quotient, entre les différentes listes (le score d'une liste étant bien entendu égal à l'addition des voix recueillies individuellement par les candidats qui y figurent). 
Enfin les sièges restants ont été tous attribués à la liste ayant recueilli le plus de voix.

## Députés sortants
- Jules-Louis Breton (PRS), se représente ;
- Hippolyte Mauger (PRS), se représente ;
- Louis Debaune (RAD), ne se représente pas ;
- Jean-Baptiste Morin, (RAD), mort le 8 août 1919 ;
- Émile Dumas (SFIO), se représente.

## Résultats départementaux

### Par listes
| Listes         | Listes                            | Premier tour | Premier tour | Sièges |
| Listes         | Listes                            | Voix         | %            | Sièges |
| -------------- | --------------------------------- | ------------ | ------------ | ------ |
|                | Concentration républicaine        | 34 101       | 45,58        | 3      |
|                | Liste socialiste unifiée          | 19 401       | 25,93        | 1      |
|                | Liste libérale                    | 16 162       | 21,60        | 1      |
|                | Hippolyte Mauger (candidat isolé) | 14 593       | 19,50        | 0      |
|                | Communistes                       | 17           | 0            | 0      |
|                |                                   |              |              |        |
| Inscrits       | Inscrits                          | 103 032      | 100,00       | 5      |
| Votants        | Votants                           | 76 005       | 73,77        |        |
| Abstention     | Abstention                        | 27 027       | 26,23        |        |
| Blancs et nuls | Blancs et nuls                    | 1 202        | 1,58         |        |
| Exprimés       | Exprimés                          | 74 803       | 98,42        |        |

### Par candidats
| Candidat       | Candidat                        | Tendance       | Voix    | %      |
| -------------- | ------------------------------- | -------------- | ------- | ------ |
|                | Jules-Louis Breton              | PRS            | 37 203  | 49,73  |
|                | Pierre Valude                   | RAD            | 36 082  | 48,24  |
|                | Marcel Plaisant                 | ARD            | 33 574  | 44,88  |
|                | Jean Foucrier                   | RAD            | 30 547  | 41,20  |
|                | Léon Amicheau                   | RAD            | 33 283  | 44,49  |
|                |                                 |                |         |        |
|                | Henri Laudier                   | SFIO           | 21 070  | 28,16  |
|                | Émile Dumas                     | SFIO           | 20 948  | 28,00  |
|                | Pierre Hervier                  | SFIO           | 19 476  | 26,03  |
|                | Charles Migraine                | SFIO           | 19 039  | 25,45  |
|                | Auguste Durand                  | SFIO           | 16 474  | 22,02  |
|                |                                 |                |         |        |
|                | Pierre Dubois de la Sablonnière | FR             | 16 791  | 22,44  |
|                | Théodore Larchevêque            | FR             | 15 884  | 21,23  |
|                | Joseph Massé                    | FR             | 15 681  | 20,96  |
|                |                                 |                |         |        |
|                | Hippolyte Mauger                | PRS            | 14 593  | 19,50  |
|                |                                 |                |         |        |
|                | Durand                          | SFIO           | 28      | 0,00   |
|                | Grandjean                       | SFIO           | 22      | 0,00   |
|                | Rousseau                        | SFIO           | 14      | 0,00   |
|                | Ledoux                          | SFIO           | 12      | 0,00   |
|                | Cordaillac                      | SFIO           | 11      | 0,00   |
|                |                                 |                |         |        |
| Inscrits       | Inscrits                        | Inscrits       | 103 032 | 100,00 |
| Votants        | Votants                         | Votants        | 76 005  | 73,77  |
| Abstentions    | Abstentions                     | Abstentions    | 27 027  | 26,23  |
| Blancs et nuls | Blancs et nuls                  | Blancs et nuls | 1 202   | 1,58   |
| Exprimés       | Exprimés                        | Exprimés       | 74 803  | 98,41  |